# カタラウガス郡 (ニューヨーク州)
カタラウガス郡（英: Cattaraugus County）は、アメリカ合衆国ニューヨーク州の南西部に位置する郡である。2010年国勢調査での人口は80,317人であり、2000年の83,955人から4.3%減少した。郡庁所在地はリトルバレー村（人口1,143人）であり、同郡で人口最大の都市はオレアン市（人口14,452人）である。

## 歴史
カタラウガス郡となった地域の昔はほとんど人が住まず、今は内ウェンローロノン族インディアンが領土にしていた。18世紀までニューヨーク植民地、マサチューセッツ湾植民地、ペンシルベニア植民地が領有を主張していた。
1683年にニューヨーク植民地で郡が作られたとき、現在のカタラウガス郡地域はオールバニ郡に属していた。これは巨大な郡であり、ニューヨーク州北部とバーモント州の全てを含んでおり、さらに理論的には西の太平洋岸まで広がっていた。1766年7月3日に、カンバーランド郡を分離し、1770年3月16日にグロスター郡を分離したが、どちらも現在はバーモント州に含まれている。
1772年3月12日、オールバニ郡の残りが3つに分割され、1つはオールバニ郡の名前で残った。1つは西部に作られたトライアン郡だった。トライアン郡の東部境界は現在のスケネクタディ市の西約5マイル (8 km) にあり、アディロンダック山地の西側と、デラウェア川西支流より西の領域を含んでいた。トライオン郡に指定された地域には現在のニューヨーク州37郡が入っている。ニューヨーク植民地総督のウィリアム・トライアンに因んで名付けられた。
1776年に先立つ年に、トライアン郡のロイヤリストは大半がカナダに逃亡した。1784年、アメリカ独立戦争を終わらせた条約締結に続いて、トライアン郡はモンゴメリー郡に改名された。これは独立戦争時の将軍リチャード・モントゴメリーに因む命名だった。モントゴメリーはカナダで数か所を占領した後、ケベック市攻略中に戦死した。憎まれたイギリスの総督に代わる命名だった。
1789年にモリス・リザーブを設立した結果として、モンゴメリー郡からオンタリオ郡が分離した。続いて1802年にはホランド買収の結果としてオンタリオ郡からジェネシー郡が分離した。この地域にそこそこの開拓地ができたのはこの時期だった。1806年にはジェネシー郡からアリゲイニー郡が作られた。
カタラウガス郡は1808年にジェネシー郡から分離して設立された。当初は人口が少なかったので郡政府も無かった。1812年から1814年、カタラウガス郡はアリゲイニー郡内で法人化された。1814年から1817年、郡の記録がベルモント（アリゲイニー郡内）とバッファロー（当時はナイアガラ郡）に分割された。最後は1817年に郡政府が設立された。
郡内最初の開拓地はオレアンであり、当初の郡庁所在地はエリコットビルだった。1860年からリトルバレーに移された。

## 地理
カタラウガス郡はニューヨーク州の南西部にあり、ペンシルベニア州境のすぐ北に位置している。郡南部は最終氷期の氷河に覆われなかったことで、州西部では唯一の地域であり、山が削られた丸くなり谷が氷河で埋められた近隣地域に比べてゴツゴツした地形である。全体がペンシルベニア紀とミシシッピ紀の開析台地であるが、普通よりは山がちに見える。ペンシルベニア州から伸びるアルゲイニー台地の延長である。郡南部は油田の一部であり、以前は石油が地域の資源だった。石油は大半が枯渇したが、天然ガスの抽出は継続している。
ミシシッピ川と五大湖の間の大陸分水界が郡内を通っている。
アメリカ合衆国国勢調査局に拠れば、郡域全面積は1,322平方マイル (3,424.0 km2)であり、このうち陸地1,310平方マイル (3,392.9 km2)、水域は12平方マイル (31.1 km2)で水域率は0.94%である。
郡の北側郡境はカタラウガス・クリークになっている。

### 交通

#### 主要高規格道路
- 州間高速道路86号線/ニューヨーク州道17号線（サザン・ティア・イクスプレスウェイ）
- アメリカ国道62号線
- アメリカ国道219号線
- ニューヨーク州道16号線
- ニューヨーク州道98号線
- ニューヨーク州道240号線
- ニューヨーク州道242号線
- ニューヨーク州道353号線
- ニューヨーク州道417号線

#### 空港
グレート・バレー空港がグレートバレー町中心事業地区の南東1海里 (1.85 km) にある。
オレアンの郊外、イシュウェイ町に別の空港がある。

### 隣接する郡
- エリー郡 - 北
- ワイオミング郡 - 北東
- アリゲイニー郡 - 東
- マッキーン郡 (ペンシルベニア州) - 南東
- ウォーレン郡 (ペンシルベニア州) - 南西
- シャトークア郡 - 西

## 郡政府と政治
カタラウガス郡は一院制議会と指名による郡管理官によって運営されている。管理官は郡行政の多くの任務を遂行するが、議会に対して拒否権は無く、選挙で選ばれてもいない。議会議員は独立した選挙で選ばれている。その中には代表する村の長である場合もあるが、その長としての位置づけは議席に影響しないので、議会は監督委員会ではない。各議員の票は、代表する地域の人口に比例してカウントされる。例えばある議員が10,000人の地域の代表であれば、5,000人しかいない地域の代表の2倍の票を行使できる。現在は21人の議員がおり、共和党13人、民主党8人である。議員数を17人に減らそうとしている。各議員の任期は4年間であり、再任は3期までに制限されている。
ニューヨーク州議会下院では第148選挙区に、上院では第57選挙区に入っている。アメリカ合衆国下院議員ではニューヨーク州第29選挙区に入っており、2013年時点では共和党員を選出している。アメリカ合衆国下院議員を選ぶ選挙では、カタラウガス郡は重要な位置づけにある。2008年の選挙では、2004年と2006年に圧倒的な強さで当選した共和党のランディ・クールが、民主党のエリック・マサに対してカタラウガスを制することができなかった。
カタラウガス郡は一般的に「赤の郡」（共和党支持）と見なされ、州全体および国政選挙では共和党が民主党を制している。例えば2004年アメリカ合衆国大統領選挙で、共和党のジョージ・W・ブッシュは60対40の比率で民主党のジョン・ケリーを制した。ただし1996年の場合は民主党のビル・クリントンが僅差で郡を制した。2006年州知事選挙では民主党のエリオット・スピッツァーが共和党のジョン・ファソを約1%差で制した。この年のアメリカ合衆国上院議員選挙では、民主党のヒラリー・クリントンが共和党のジョン・スペンサーに対して予想に反する10%差の勝利を収めた。2008年には共和党支持に戻った。大統領選挙で共和党のジョン・マケインが民主党のバラク・オバマに対して55%対44%で郡を制した。2010年州知事選挙では共和党のカール・パラディーノが民主党アンドリュー・クオモを65%対31%の大差で制したが、州知事に当選したのはクオモだった。しかし上院議員選挙では民主党現職のキアステン・ジリブランドとチャック・シューマーがそれぞれ51%対46%、54%対43%で郡を制した。
郡内の村での最近の傾向として周辺の町との統合が進められている。ライムストーンは2009年9月にキャロルトンへの融合を承認した。これは2011年初めに有効となった。2010年3月18日、イーストランドルフ、ランドルフ、ペリーズバーグの3つの村が訴訟に続いて周辺町との融合を承認した。イーストランドルフとランドルフはランドルフ町に、ペリーズバーグ村はペリーズバーグ町と統合された。2012年初めに有効となった。

## 人口動態
以下は2000年国勢調査による人口統計データである。
| 基礎データ - 人口: 83,955人 - 世帯数: 32,023 世帯 - 家族数: 21,647 家族 - 人口密度: 25人/km2（64人/mi2） - 住居数: 39,839 軒 - 住居密度: 12軒/km2（30軒/mi2） 人種別人口構成 - 白人: 94.63% - アフリカン・アメリカン: 1.06% - ネイティブ・アメリカン: 2.60% - アジア人: 0.46% - 太平洋諸島系: 0.02% - その他の人種: 0.23% - 混血: 1.01% - ヒスパニック・ラテン系: 0.94% 先祖による構成 - ドイツ系：26.8% - アイルランド系：13.2% - イギリス系：11.3% - ポーランド系：9.1% - イタリア系：8.2% - アメリカ人：7.4% 言語による構成 - 英語：95.2% - スペイン語：1.4% 年齢別人口構成 - 18歳未満: 26.2% - 18-24歳: 9.3% - 25-44歳: 26.5% - 45-64歳: 23.5% - 65歳以上: 14.6% - 年齢の中央値: 37歳 - 性比（女性100人あたり男性の人口） - 総人口: 95.9 - 18歳以上: 92.5 | 世帯と家族（対世帯数） - 18歳未満の子供がいる: 32.1% - 結婚・同居している夫婦: 52.3% - 未婚・離婚・死別女性が世帯主: 10.8% - 非家族世帯: 32.4% - 単身世帯: 26.8% - 65歳以上の老人1人暮らし: 11.6% - 平均構成人数 - 世帯: 2.52人 - 家族: 3.05人 収入と家計 - 収入の中央値 - 世帯: 33,404米ドル - 家族: 39,318米ドル - 性別 - 男性: 30,901米ドル - 女性: 22,122米ドル - 人口1人あたり収入: 15,959米ドル - 貧困線以下 - 対人口: 13.7% - 対家族数: 10.0% - 18歳未満: 18.6% - 65歳以上: 9.9% |

## 都市と町
- アリゲイニー村
- アリゲイニー町
- アシュフォード町
- キャロルトン町
- カタラウガス村
- コールドスプリング町
- コニワンゴ町
- デイトン町
- デリバン村
- イーストオットー町

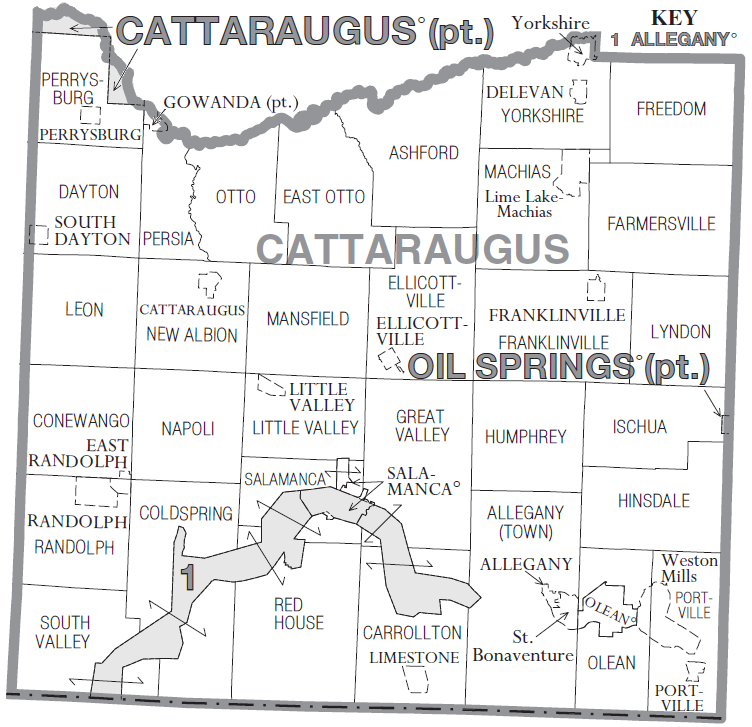
カタラウガス郡の自治体配置図

- イーストランドルフ（国勢調査指定地域、CDP）
- エリコットビル村
- エリコットビル町
- ファーマーズビル町
- フランクリンビル村
- フランクリンビル町
- フリーダム町
- ゴワンダ村
- グレートバレー町
- ハインズデール町
- ハンフリー町
- イシュウェイ町
- レオン町
- ライムレイク・マチャイアス（CDP)
- ライムストーン（CDP)
- リトルバレー村 - 郡庁所在地
- リトルバレー町
- リンドン町
- マチャイアス町
- マンスフィールド町
- ナポリ町
- ニューアルビオン町
- オレアン市
- オレアン町
- オットー村
- ペリーズバーグ（CDP)
- ペリーズバーグ町
- パーシア町
- ポートビル村
- ポートビル町
- ランドルフ町
- ランドルフ（CDP)
- レッドハウス町
- サラマンカ市
- サラマンカ町
- スティームバーグ（ハムレット）
- サウスデイトン村
- サウスバレー町
- セントボナベンチャー（CDP)
- ウェストバレー（ハムレット）
- ウェストンミルズ（CDP)
- ヨークシャー町

### インディアン居留地
- アリゲイニー居留地
- カタラウガス居留地
- オイルスプリングス居留地

## 特記事項
郡内に「ロックシティ」と呼ばれる2つの地形があり、通りが敷かれた町の外観がある。1つはオレアンにあり、もう1つはリトルバレーにある。
オレアンは郡最大の都市であり、事業の中心である。スキーカントリーが郡内を通っている。カナダ人に人気のある2つのスキー場がエリコットビルの町にある。さらにスノーモービル道が幾つか郡内を通り、中でも代表的なのがパット・マギー・トレイルとノースカントリー・トレイルである。
郡の宣伝用ニックネームは「魅せられた山地」である。ただし、郡内は大半が丘陵であり、比較的小さな山が2つ（セネカ山とタスカローラ山、どちらもアリゲイニー州立公園内）があるだけである。1980年代には「楽しむのは当然あなたたち」というスローガンを使っていた。
カタラウガス郡はアパラチア山脈に属すると考えられ、またニューヨーク州西部、アップステート・ニューヨーク、州南部（サザン・ティア）、ツイン・ティア、およびバッファロー・ナイアガラフォールズ大都市圏にも入っていると見られている。地形的な交差点にあるために郡民は様々なアクセントで話し、アパラチアン英語のマイルドな方言から、内陸北アメリカ英語まであり、一握りの人々は大きく鼻にかかったバッファロー英語を話している。
郡内の消費税率は8%であり、州に4%、郡に4%となっている。

## メディア
郡内で発行される新聞は日刊の「オレアン・タイムズ・ヘラルド」、週刊の「サラマンカ・プレス」などが出ている。
ラジオはFM局が8局、AM局が3局聴取できる。地元にあるテレビ局2局である。

## 教育
ジェイムズタウン・コミュニティカレッジの分校がオレアンにある。オレアン実業学校は特殊教育を行っている。セントボナベンチャー大学も郡内にある。

## 著名な出身者
- レイ・エバンズ（1915年-2007年）、作詞家、作曲家ジェイ・リビングストンとのコンビで映画音楽を制作した、サラマンカ出身